# Орден Народного героя
Народний герой Югославії - найвищий ступінь відзнаки в Югославії поряд зі званням Герой Соціалістичної Праці. Звання присвоювалося за видатні заслуги перед Югославією, пов'язаними зі здійсненням героїчного громадянського або військового подвигу, особливо у період народно-визвольної війни. Особам, удостоєним звання Народний герой, вручався орден Народного героя.

## Історія
Була заснована 1941 року. Особливо під час звільнення Югославії від країн Осі в Другій світовій Війні.
За весь час існування високе звання отримали 1332 особи, з яких 91 жінка, 22 іноземці[3]. Звання Народного героя посмертно удостоїли Івана Сенюка — єдиного серед усіх представників української національної меншини Югославії.